# Aliabad-e Oukoszi
Aliabad-e Oukoszi (perski: علي اباداوكشي) – wieś w Iranie, w ostanie Fars. W 2006 roku liczyła 104 mieszkańców w 24 rodzinach.